# 瓦爾瓦斯區
瓦爾瓦斯區（西班牙語：Distrito de Hualhuas），是秘魯的一個區，位於該國中部胡寧大區的萬卡約省，始建於1941年12月13日，面積24.82平方公里，海拔高度3,280米，2005年人口3,546，人口密度每平方公里140人。